# Apicia mynes
Apicia mynes là một loài bướm đêm trong họ Geometridae.